# Brandon McBride
Brandon Bernard McBride (* 15. Juni 1994 in Windsor, Ontario) ist ein kanadischer Leichtathlet, der sich auf den 800-Meter-Lauf spezialisiert hat. In dieser Disziplin ist er Inhaber des Nationalrekords.

## Leben
Brandon McBride wurde in Windsor, in der kanadischen Provinz Ontario, geboren. Er begann im Alter von etwa acht Jahren mit der Leichtathletik und fasste während seiner Zeit auf der W. F. Herman Secondary School, in seiner Heimatstadt Windsor, den Entschluss eine Karriere als Profisportler anzugehen. Während seiner Schulzeit trat er vor allem im Crosslauf an und war auch als Basketballspieler aktiv. Nach dem Abschluss nahm er ein Studium der Betriebswirtschaftslehre an der Mississippi State University auf und nahm für deren Sportteam, den Mississippi State Bulldogs, an Collegewettkämpfen in den USA teil. Im Anschluss belegte er den Masterstudiengang an der Wayne State University in Detroit. Er zählt den kenianischen Olympiasieger, Weltmeister und Weltrekordhalter, David Rudisha, zu seinen sportlichen Vorbildern.

## Sportliche Laufbahn
McBride nahm 2010 über 400 Meter an den Kanadischen U18-Meisterschaften teil, bei denen er die Goldmedaille gewinnen konnte. Den Titel verteidigte er ein Jahr später erfolgreich und siegte auch über 800 Meter, die anschließend seine bevorzugte Strecke wurden. Über diese Distanz und im Staffelwettbewerb, nahm er im Juli an den U18-Weltmeisterschaften in Lille teil. Während er mit der Staffel disqualifiziert wurde, verpasste er als Vierter seines Halbfinales knapp den Einzug in das Finale. Im August steigerte er bei den Kanadischen Jugendmeisterschaften seine Bestzeit auf 1:48,41 min. 2012 siegte McBride bei den Kanadischen U20-Meisterschaften über 400 Meter. Im Juli trat er über 800 Meter bei den U20-Weltmeisterschaften in Barcelona an, bei denen er in das Finale einziehen und mit neuer Bestzeit von 1:46,07 min den sechsten Platz belegen konnte. 2013 trat er über 400 Meter und mit der 4-mal-400-Meter-Staffel bei den U20-Panamerikameisterschaften in Medellín an. Dabei gewann er in Bestzeit von 45,89 s Gold über 400 Meter und zudem mit der Staffel die Bronzemedaille. 2014 steigerte McBride seine 800-Meter-Bestzeit direkt beim Saisonauftakt im kalifornischen Walnut auf 1:45,35 min. Im Juni gewann er erstmals die Goldmedaille bei den Kanadischen Meisterschaften der Erwachsenen. Einen Monat später nahm er an den Commonwealth Games in Glasgow teil, wurde dort allerdings nach dem Halbfinallauf disqualifiziert.
2015 trat er bei den Panamerikanischen Spielen in der kanadischen Heimat an, bei denen er über 800 Meter und mit der Staffel als jeweils auf dem neunten Platz liegend das Finale knapp verpasste. Im Laufe der Saison 2016 verbesserte er sich zunächst auf 1:44,50 min und qualifizierte sich damit für die Olympischen Sommerspiele in Rio de Janeiro. Einen Monat vor Beginn der Spiele verbesserte er sich in London erneut bis auf 1:43,95 min. In Brasilien gelang es ihm dann in das Halbfinale einzuziehen, in dem er mit 1:45,41 min als Sechster seines Laufes ausschied. 2017 nahm er in London erstmals an Weltmeisterschaften teil. Bei seinem WM-Debüt gelang es ihm auf Anhieb in das Finale einzuziehen. Im Finale lief er dann allerdings die zweitschwächste Zeit im Laufe seiner Saison und belegte als Achter den letzten Platz. 2018 lief McBride im Juli in Monaco in 1:43,20 min einen neuen Nationalrekord über die 800-Meter-Distanz. Die alte Marke, die Gary Reed innehatte, hatte zuvor zehn Jahre lang mit 1:43,68 min Bestand. Die Saison war zuvor nicht ohne Komplikationen verlaufen, nachdem er mit Verletzungen zu kämpfen hatte und sich von seinem bisherigen Trainer Chris Scarrow trennte. Im August gewann er die Goldmedaille bei den Nordamerikameisterschaften in Toronto. 2019 nahm McBride in Doha an seinen zweiten Weltmeisterschaften teil, bei denen er als Vierter in seinem Halbfinale den Einzug in das Finale verpasste.
2021 qualifizierte sich McBride für die Teilnahme an seinen zweiten Olympischen Sommerspielen. In Tokio lief er im Vorlauf der 800 Meter eine Zeit von 1:46,32 und schied damit als Sechster seines Laufes vorzeitig aus. 2022 startete er bei den Weltmeisterschaften in den USA. Während seines Vorlaufes stürzte er allerdings und erreichte dadurch mit mehr als 30 Sekunden mit Rückstand auf die Spitze das Ziel.
Insgesamt wurde McBride bislang viermal Kanadischer Meister im 800-Meter-Lauf (2014, 2016, 2017, 2019).

## Wichtige Wettbewerbe
| Jahr               | Veranstaltung                 | Ort                | Platz              | Disziplin          | Zeit               |
| Startet für Kanada | Startet für Kanada            | Startet für Kanada | Startet für Kanada | Startet für Kanada | Startet für Kanada |
| ------------------ | ----------------------------- | ------------------ | ------------------ | ------------------ | ------------------ |
| 2011               | U18-Weltmeisterschaften       | Lille              | 13.                | 800 m              | 1:51,00 min        |
| 2012               | U20-Weltmeisterschaften       | Barcelona          | 6.                 | 800 m              | 1:46,07 min        |
| 2012               | U20-Panamerikameisterschaften | Medellín           | 1.                 | 400 m              | 45,89 s            |
| 2012               | U20-Panamerikameisterschaften | Medellín           | 3.                 | 4 × 400 m          | 3:07,61 min        |
| 2015               | Panamerikanische Spiele       | Toronto            | 9.                 | 800 m              | 1:49,65 min        |
| 2015               | Panamerikanische Spiele       | Toronto            | 9.                 | 4 × 400            | 3:05,40 min        |
| 2016               | Olympische Sommerspiele       | Rio de Janeiro     | 14.                | 800 m              | 1:45,41 min        |
| 2017               | Weltmeisterschaften           | London             | 8.                 | 800 m              | 1:47,09 min        |
| 2018               | Nordamerikameisterschaften    | Toronto            | 1.                 | 800 m              | 1:46,14 min        |
| 2019               | Weltmeisterschaften           | Doha               | 18.                | 800 m              | 1:46,41 min        |
| 2021               | Olympische Sommerspiele       | Tokio              | 30.                | 800 m              | 1:46,32 min        |
| 2022               | Weltmeisterschaften           | Eugene             | 41.                | 800 m              | 1:57,43 min        |

## Persönliche Bestleistungen
Freiluft
- 800 m: 1:43,20 min, 20. Juli 2018, Monaco, (kanadischer Rekord)

Halle
- 800 m: 1:47,16 min, 14. März 2015, Fayetteville